# 총학생회

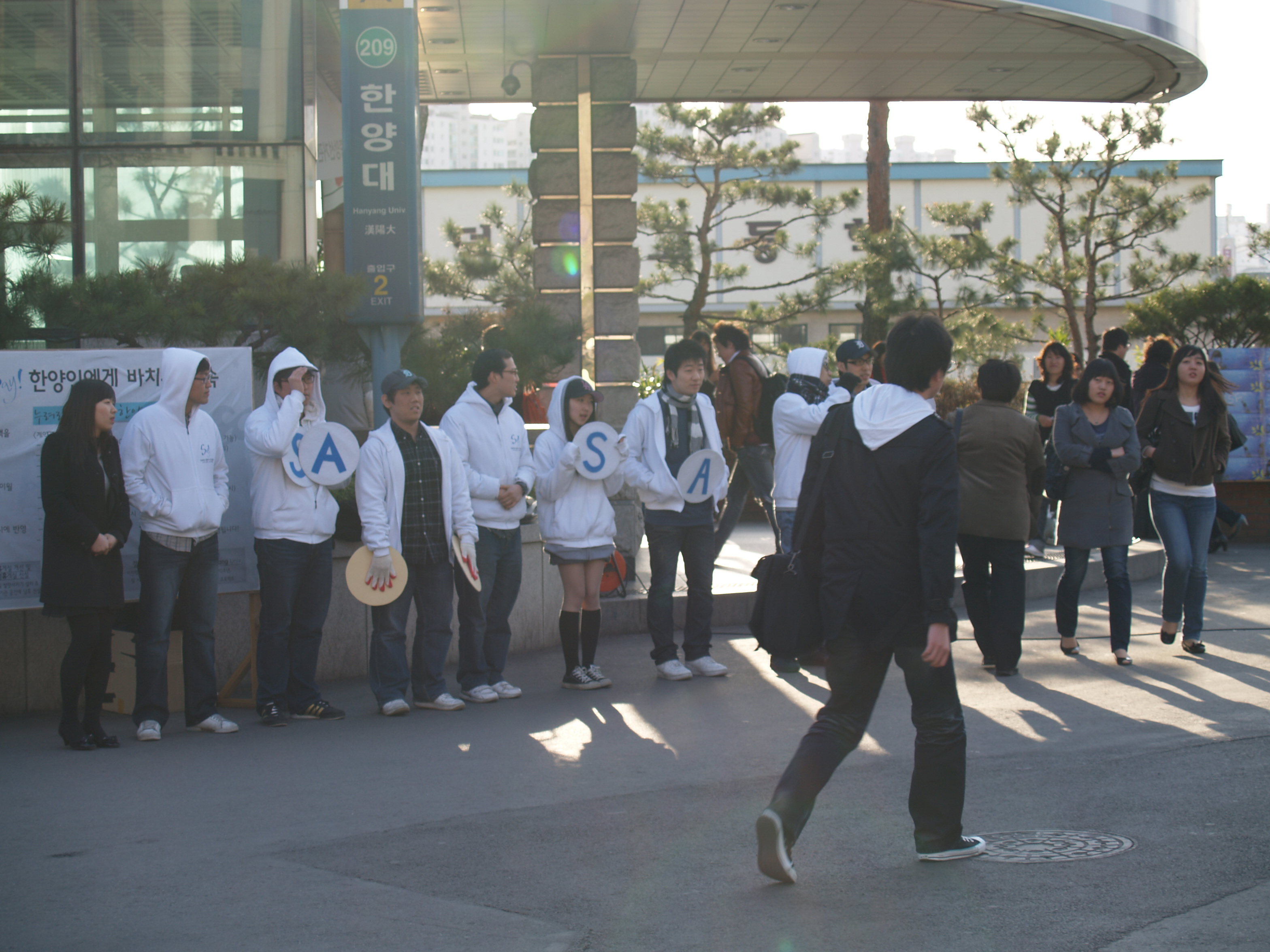
한양대학교 총학생회 선거 선거운동풍경

총학생회(總學生會, General students' association)은 각 대학교에 있는 학생자치기구를 가리킨다.

## 역사 및 성향
역사가 오래 된 총학생회는, 보통 4.19를 전후로 결성되었으며 이 범주에 속하지 않는 대부분의 총학생회는 보통 개교와 함께 결성되었다.
4.19 전후로 결성된 단체의 특성상 민주화와 관련이 깊은 조직이 많으며 2000년대 초반까지는 보통 운동권 성향의 정치적 총학생회가 주류를 이루었으나, 어느 정도 민주화가 정착된 2002년을 전후로 학생복지 중심의 비운동권 총학생회가 고개를 들고 주류를 이루기 시작했다.

하지만 이명박정부 이후 각종 정책과 촛불집회 등의 여파로 인해 운동권 총학생회가 약진을 보이기도 했으며

요즘은 운동권과 비운동권의 구분자체가 모호해졌다.

## 비판
대학생들의 조직이지만, 정치적인 성향을 띠어 갖은 비리도 존재하는 조직 도 있으며 때에 따라서는 이해관계 및 대립, 충돌 등이 있어 한국정치의 폐해를 답습하는 경우도 있다. 부적절한 선거운동으로 인해 경고 누적 등으로 강제사퇴가 되거나, 학사경고 누적으로 인한 퇴학, 또는 성폭력의혹으로 인한 후보자격 상실 등의 사건이 있다. 극한으로 치닫는 경우 법적 소송까지 가는 사례도 있다. 총학생회장이 단과대 학생회장에 의해 탄핵되는 사례도 있었으며 선거관리위원회실에 감청장비를 설치하거나 개표 전 사전개봉을 하는 사건도 있었다. 또한 학생들만이 아닌 외부조직과 밀접한 연관이 있는 경우가 있으며, 폭력조직과 연계하는 사례도 보도된 바 있다.

## 주요 업무
1. 총학생회의 주요업무는 전체학생대표자회의를 주관하고 주최하는 것에 있다. 각 학교마다 다르지만 평균 일주일에 한번 전체학생대표자회의를 가진다.
2. 예산집행
총학생회는 학생회비를 집행한다. 각 단과대 및 대의원회 등으로 예산을 분배하고 집행한다.
축제 및 체육대회, 기타 학생운영 및 공약실천 등으로 예산을 집행한다.
3. 결사 및 집회시위
교내 혹은 대외 적으로 학생들의 결사와 집회가 필요하다는 곳에서는 시위를 한다. 대표적인 예로
제주4.3특별법을 위해 제주도내 4개대학(제주관광대학교,제주대학교,제주한라대학교,제주국제대학교) 총학생회가 같이 진행하는 4.3 행진이 있다.

## 구조
총학생회, 특히 한국의 총학생회는 일반적으로 민주집중제를 바탕으로 조직되어 있다. 비상설 최고의결기구인 ‘전체학생대표자회의’와 상설 최고의결기구인 ‘중앙운영위원회’를 두고, 직선으로 뽑힌 정·부총학생회장이 두 최고의결기구의 의장과 상설 중앙집행기구인 ‘중앙집행위원회’의 대표자를 맡게 된다. 이들 총학생회장단과 각 단과대학 학생회장단 및 총여학생회장단, 동아리연합회장단이 ‘중앙운영위원’이 되고, 중앙운영위원들과 각 학과 학생회장단 및 학년대표(과대)를 포함한 선출직 모두가 전체학생대표자회의의 구성원, 즉 ‘학생대표자’가 된다. 그 밖에 대의기구는 아니지만 전체학생총회가 명목상 총학생회의 최고의결기구이다. 기구의 정확한 이름은 학교마다 조금씩 다르다.
총학생회장단은 학생 전체를 대표하고, 중앙집행위원회를 구성하여 총학생회의 업무를 집행한다. 중앙운영위원회는 일상적인 보고와 감독, 의사결정을 수행한다. 정기(1년에 1~2회) 또는 비정기(소집요구가 있을 때)로 열리는 전체학생대표자회의는 총노선 수립, 총학생회 업무 감사, 학생회칙 개정, 중요한 의사결정 등을 수행한다. 이러한 구조는 총학생회 뿐만 아니라 단과대학 학생회, 학과 학생회에서도 유사하게 나타난다.
여기서 집행기구에 대한 의결기구의 지도권 인정과 집행기관의 보고의무제, 하위 자치단위(단과대학, 학과 등)의 자치권 인정, 모든 의결기구를 하위 자치단위의 직선대표들로 구성하는 것, 하위 대표자가 상위 운영위원회에 참여하면서 기층 대표(학년대표 또는 과대)부터 최고 대표(총학생회장)까지 하나의 보고-지도체계에 편입시킨 것 등이 민주집중제적 요소이다.
이와 달리 총대의원회를 두어 학생회장들과 대의원을 인적으로 분리하는 경우도 있다.
한편 인권위원회나 감사위원회 등을 독립된 자치기구로 두기도 한다.

## 대한민국 사회에의 영향
총학생회 조직은 대한민국 민주화 역사와 매우 밀접하다. 총학생회의 모체가 대부분 4.19를 전후로 결성 되었으며, 이후 6.3 항쟁 등 여러 학생운동을 주도하거나 가담하기도 했다.

## 같이 보기
- 운동권 / 비운동권 / 반운동권
- 전대협
- 한총련
- 비운동권 총학생회 연합

### 대한민국의 총학생회
- 분류:총학생회
  - 연세대학교 총학생회
  - 고려대학교 총학생회
  - 서울대학교 총학생회
  - 한양대학교 총학생회